# Mads Nørgaard - Copenhagen
Mads Nørgaard – Copenhagen er et dansk modehus, der er grundlagt af Mads Nørgaard, der åbnede en herretøjsbutik på Amagertorv i København i 1986.
Nørgaard begyndte snart efter åbningen at designe sit eget tøj, der langsomt fik succes og snart begyndte andre butikker også at føre tøjet. Der blev åbnet showroom på Strøget i 1995. På et tidspunkt blev kollektionerne også udvidet til at inkludere dame- og børnetøj.
Fra 2001 begyndte kollektionerne også at blive både vist og solgt på udenlandske messer.
Selskabets første modeshow foregik under Copenhagen Fashion Week i august 2005 i Den Grå Hal på Christiania i København. Det blev første show i Christiania Trilogien, hvor andet show blev holdt i februar 2006, og det tredje og sidste show i august 2006.
I 2007 åbner Mads Nørgaard – Copenhagen showroom i Stockholm og Los Angeles.
Første del af en ny trilogi, SPEAK UP Trilogien, blev afholdt i februar i Valenciabygningen på Vesterbro i København, anden del foregik i august på spillestedet Blaa i Oslo, Norge.
Mads Nørgaard – Copenhagens åbnede den første butik i udlandet i Oslo i december 2007.
I dag findes der over 400 forhandlere over hele verden med Mads Nørgaard – Copenhagen.